# Max Montua
Max Montua, född 18 maj 1886 i Schwetz an der Weichsel, död 20 april 1945 i Dahme/Mark, var en tysk SS-Brigadeführer och generalmajor i Ordnungspolizei. Under andra världskriget var han bland annat kommendör för Ordnungspolizei i distriktet Warschau i Generalguvernementet och chef för polisen i Posen.

## Biografi
Som befälhavare för Polizei-Regiment Mitte var Montua ansvarig för massakern på omkring 3 000 judar i Białystok i juli 1941. Ordern hade inneburit att alla judar i åldrarna 17–45 som dömts som plundrare omedelbart skulle skjutas. Enligt historikern Richard Rhodes betydde "dömts" ingenting, då polisregementena och -bataljonerna varken utförde brottsutredningar eller höll rättegångar.
I andra världskrigets slutskede begick Montua självmord tillsammans med sin hustru och dotter.